# Clube Sportivo Mindelense
Il CS Mindelense è una società calcistica con sede a Mindelo, a Capo Verde che milita nel campionato capoverdiano di calcio.

## Storia
Fondato nel 1908, il club gioca le partite in casa allo Estádio Municipal Aderito Sena.
I colori sociali del club sono il biancorosso.

## Rosa 2011
| N. |                       | Ruolo | Calciatore |
| -- | --------------------- | ----- | ---------- |
| 1  | Capo Verde (bandiera) | P     | Vozinha    |
| 2  | Capo Verde (bandiera) | D     | Betche     |
| 3  | Capo Verde (bandiera) | D     | Vally      |
| 4  | Capo Verde (bandiera) | C     | Nhambú     |
| 5  | Capo Verde (bandiera) | D     | Guga       |
| 6  | Capo Verde (bandiera) | C     | Menhe      |
| 7  | Capo Verde (bandiera) | A     | Dika       |
| 8  | Capo Verde (bandiera) | A     | Pitéu      |
| 9  | Capo Verde (bandiera) | A     | Flávio     |
| 10 | Capo Verde (bandiera) | C     | Caspy      |
| 11 | Capo Verde (bandiera) | C     | Bidjoi     |
| 12 | Capo Verde (bandiera) | P     | Rilly      |
| 14 | Capo Verde (bandiera) | D     | Toi Adão   |
| 15 | Capo Verde (bandiera) | C     | Djim Kelly |

| N. |                       | Ruolo | Calciatore |
| -- | --------------------- | ----- | ---------- |
| 17 | Capo Verde (bandiera) | C     | Bedje      |
| 18 | Capo Verde (bandiera) | D     | Palela     |
| 19 | Capo Verde (bandiera) | A     | Djassa     |
| 20 | Capo Verde (bandiera) | A     | Fufuraa    |
| 22 | Capo Verde (bandiera) | A     | Dirceu     |
| 23 | Capo Verde (bandiera) | C     | Tuíta      |
| 24 | Capo Verde (bandiera) | D     | Maíuca     |
| 25 | Capo Verde (bandiera) | C     | Adir       |
| 26 | Capo Verde (bandiera) | A     | Calu       |
| 33 | Capo Verde (bandiera) | D     | Django     |
| 77 | Capo Verde (bandiera) | A     | Dubá       |
| 98 | Capo Verde (bandiera) | A     | Valdinha   |
| 99 | Capo Verde (bandiera) | A     | Tutai      |

## Palmarès
- Campeonato Caboverdiano: 13

1976, 1977, 1981, 1988, 1990, 1992, 1998, 2011, 2013, 2014, 2015, 2016, 2019
- São Vicente Island League: 21

1974–75, 1975–76, 1976–77, 1977–78, 1978–79, 1979–80, 1980–81, 1981–82, 1987–88, 1988–89, 1989–90, 1991–92, 1992–93, 1993–94, 1995–96, 1997–98, 2005–06, 2008–09, 2010–11, 2012-13
- São Vicente Opening Tournament: 6

1999–00, 2002–03, 2004–05, 2005–06, 2007–08, 2008–09
- São Vicente Cup: 1

2007–08
- São Vicente SuperCup: 1

2005–06, 2008–09